# غاستون بلاكبيرن
غاستون بلاكبيرن هو سياسي كندي، ولد في 26 يناير 1942 في شيكوتيمي في كندا. حزبياً، نشط في حزب كيبيك الليبرالي. وقد انتخب عضو الجمعية الوطنية في كيبك ‏ عن دائرة روبرفال ‏.